# Zakład Termicznego Przekształcania Odpadów w Gdańsku
Zakład Termicznego Przekształcania Odpadów w Gdańsku, Port Czystej Energii – elektrociepłownia w Gdańsku, jedna z pierwszych dużych spalarni odpadów w Polsce, których budowa była współfinansowana ze środków Unii Europejskiej.

## Charakterystyka
W instalacji wykonanej w technologii rusztowej ZTPO termicznie przekształcane będą zmieszane odpady komunalne, palne odpady wielkogabarytowe oraz pozostałości z sortowania odpadów. Wydajność nominalna wyniesie 160 tys. ton frakcji energetycznej odpadów rocznie (co daje dzienną przepustowość 495 ton), pochodzących z 3 RIPOK-ów: Gdańsk (Zakład Utylizacyjny Szadółki), Tczew (ZUOS Tczew) i Kwidzyn (ZUO Gilwa Mała), odbierających odpady z 35 gmin. Rocznie zostanie wyprodukowanych 109 GWh energii elektrycznej. Elektrociepłownia, w której powstanie rocznie 509 TJ ciepła, będzie przyłączona do miejskiej instalacji centralnego ogrzewania, za której pośrednictwem zimą ogrzeje i zaopatrzy w ciepłą wodę użytkową około 20 tysięcy gospodarstw domowych położonych w południowych dzielnicach Gdańska, a latem do 70 tysięcy gospodarstw domowych.
Dofinansowanie z europejskiego z Funduszu Spójności na lata 2014–2020 dla Portu Czystej Energii Sp. z o.o. wyniosło 270 696 804,83 PLN, co stanowi 53,4% kosztów inwestycji, które planowane są w wysokości 506 907 108,00 PLN. Pozostała kwota pochodzi z komercyjnego kredytu zaciągniętego przez spółkę oraz z dokapitalizowania jej przez Gminę Miasta Gdańska w wysokości nie przekraczającej 2% kosztów całkowitych.

### Lokalizacja
ZTPO zlokalizowany jest na terenie ZU Szadółki, około 300 m od obwodnicy Trójmiasta, na terenie odseparowanym od osiedli mieszkaniowych, w pobliżu administracyjnej granicy Gdańska i gminy Kolbudy.